# Okręgowe ligi polskie w piłce nożnej (1931)

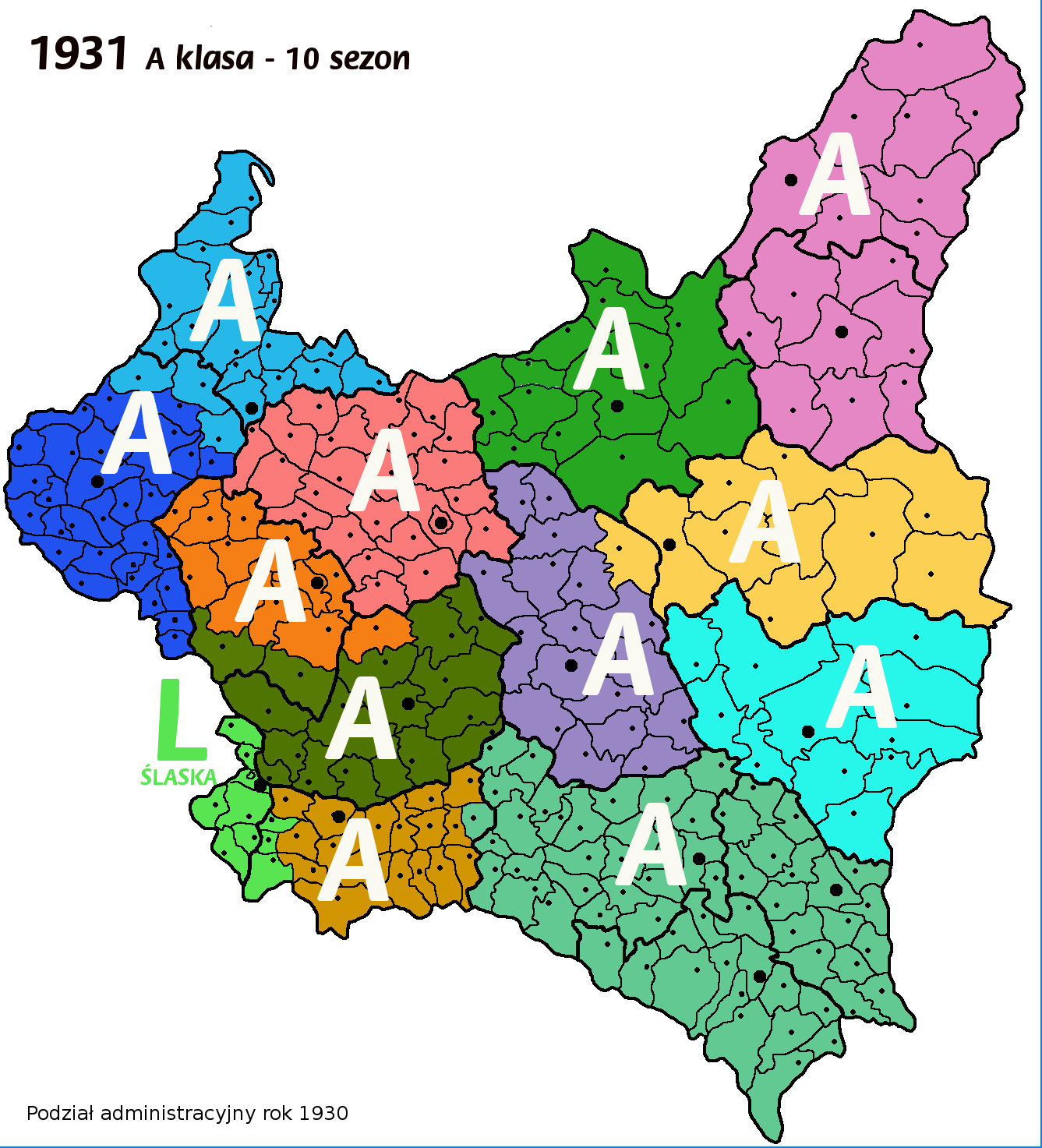
1931 rok A klasa

Okręgowe rozgrywki w piłce nożnej w sezonie 1931 odbywały się w 13 okręgach, a ich najwyższym poziomem była klasa A. Mistrzowie okręgów spotykali się w eliminacjach walcząc o awans do Ligi.
| Poziomy rozgrywkowe w sezonie 1931 | Poziomy rozgrywkowe w sezonie 1931 | Poziomy rozgrywkowe w sezonie 1931 | Poziomy rozgrywkowe w sezonie 1931 |
| Rozgrywki                          | P                                  | Nazwa                              | Nazwa                              |
| ---------------------------------- | ---------------------------------- | ---------------------------------- | ---------------------------------- |
| Centralne                          | I                                  | Liga                               | Liga                               |
| Okręgowe (13 okręgów)              | II                                 | A Klasa (12 okręgów)               | Liga Śląska (1 okręg)              |
| Okręgowe (13 okręgów)              | III                                | B klasa                            | A klasa                            |
| Okręgowe (13 okręgów)              | IV                                 | C klasa                            | B klasa                            |
| Okręgowe (13 okręgów)              | V                                  |                                    | C klasa                            |

## Rozgrywki okręgowe

### Mistrzostwa Klasy A Białostockiego OZPN
- mistrz: WKS 76 pp Grodno

| Poz. | Drużyna             | M  | Z  | R | P  | Bramki | Punkty |
| ---- | ------------------- | -- | -- | - | -- | ------ | ------ |
| 1    | WKS 76 PP Grodno    | 14 | 12 | 1 | 1  | 58-11  | 25     |
| 2    | WKS 42 PP Białystok | 14 | 9  | 2 | 3  | 51-18  | 20     |
| 3    | ŻKS Białystok       | 14 | 8  | 2 | 4  | 38-26  | 18     |
| 4    | Cresovia Grodno     | 14 | 5  | 7 | 2  | 32-21  | 17     |
| 5    | Makabi Grodno       | 14 | 8  | 0 | 6  | 36-34  | 16     |
| 6    | Makabi Białystok    | 14 | 3  | 3 | 8  | 13-27  | 9      |
| 7    | Kraft Grodno        | 14 | 1  | 2 | 11 | 9-42   | 4      |
| 8    | Jutrznia Białystok  | 14 | 1  | 1 | 12 | 7-65   | 3      |

- Do klasy B spadła Jutrznia Białystok, awansowało Makabi Suwałki.

### Mistrzostwa Klasy A Kieleckiego OZPN
- mistrz: RKS Radom

### Mistrzostwa Klasy A Krakowskiego OZPN
- mistrz: Podgórze Kraków

### Mistrzostwa Klasy A Lubelskiego OZPN
- mistrz: WKS 22 pp Siedlce

| Poz. | Drużyna           | M  | Z    | R    | P    | Bramki | Punkty |
| ---- | ----------------- | -- | ---- | ---- | ---- | ------ | ------ |
| 1    | WKS 22 PP Siedlce | 10 | b.d. | b.d. | b.d. | 42-9   | 18     |
| 2    | WKS 9 PAC Siedlce | 10 | b.d. | b.d. | b.d. | 32-13  | 14     |
| 3    | WKS Unia Lublin   | 10 | b.d. | b.d. | b.d. | 33-15  | 14     |
| 4    | WKS 7 PP Chełm    | 10 | b.d. | b.d. | b.d. | 19-30  | 8      |
| 5    | TUR Siedlce (b)   | 10 | b.d. | b.d. | b.d. | 16-43  | 4      |
| 6    | AZS Lublin        | 10 | b.d. | b.d. | b.d. | 9-43   | 2      |

- Nikt nie spadł, gdyż w następnym sezonie liga zostanie powiększona do 8 zespołów i podzielona na dwie grupy, z klasy B awansował Strzelec Siedlce, WKS 22 PP Siedlce II, Hakoah Lublin.

### Mistrzostwa Klasy A Lwowskiego OZPN
- mistrz: Rewera Stanisławów

| Poz. | Drużyna              | M  | Z    | R    | P    | Bramki | Punkty |
| ---- | -------------------- | -- | ---- | ---- | ---- | ------ | ------ |
| 1    | Rewera Stanisławów   | 14 | b.d. | b.d. | b.d. | 33-17  | 22     |
| 2    | Pogoń Stryj          | 14 | b.d. | b.d. | b.d. | 30-21  | 20     |
| 3    | Polonia Przemyśl     | 14 | b.d. | b.d. | b.d. | 43-21  | 17     |
| 4    | Drugi Sokół Lwów (b) | 14 | b.d. | b.d. | b.d. | 28-26  | 14     |
| 5    | Hasmonea Lwów        | 14 | b.d. | b.d. | b.d. | 21-21  | 14     |
| 6    | Resovia Rzeszów      | 14 | b.d. | b.d. | b.d. | 28-35  | 11     |
| 7    | Ukraina Lwów         | 14 | b.d. | b.d. | b.d. | 29-38  | 10     |
| 8    | Świteź Lwów          | 16 | b.d. | b.d. | b.d. | 13-46  | 4      |
| 9    | Pogoń 1b Lwów*       | x  | x    | x    | x    | x      | x      |
| 10   | Czarni 1b Lwów*      | x  | x    | x    | x    | x      | x      |
| 11   | Lechia 1b Lwów*      | x  | x    | x    | x    | x      | x      |

- Wyniki Pogoni 1b Lwów oraz Czarnych 1b Lwów oraz Lechii 1b Lwów nie wliczane do tabeli.
- Decyzją władz LOZPN z klasy A nie spadła żadna drużyna, z klasy B awansował Biały Orzeł Lwów.

### Mistrzostwa Klasy A Łódzkiego OZPN
- mistrz: ŁTSG Łódź

| Poz. | Drużyna            | M  | Z    | R    | P    | Bramki | Punkty |
| ---- | ------------------ | -- | ---- | ---- | ---- | ------ | ------ |
| 1    | ŁTSG Łódź (s)      | 20 | b.d. | b.d. | b.d. | 56-17  | 29     |
| 2    | Hakoah Łódź        | 20 | b.d. | b.d. | b.d. | 51-32  | 27     |
| 3    | ŁKS II Łódź        | 20 | b.d. | b.d. | b.d. | 54-34  | 26     |
| 4    | Orkan Łódź         | 20 | b.d. | b.d. | b.d. | 40-25  | 25     |
| 5    | WKS Łódź           | 20 | b.d. | b.d. | b.d. | 34-25  | 22     |
| 6    | Widzew Łódź        | 20 | b.d. | b.d. | b.d. | 39-42  | 21     |
| 7    | Klub Turystów Łódź | 20 | b.d. | b.d. | b.d. | 37-42  | 18     |
| 8    | PTC Pabianice      | 20 | b.d. | b.d. | b.d. | 33-52  | 18     |
| 9    | Strzelecki KS Łódź | 20 | b.d. | b.d. | b.d. | 30-38  | 15     |
| 10   | Burza Pabianice    | 20 | b.d. | b.d. | b.d. | 28-49  | 15     |
| 11   | KKS Kalisz (b)     | 20 | b.d. | b.d. | b.d. | 18-60  | 4      |

- ŁTSG spadkowicz z Ligi.
- Klub Turytów Łódź po sezonie fuzja z Union Łódź.
- Bieg Łódź przed sezonem przejęty przez Strzelecki KS Łódź.
- Z klasy B awansował WiMA Łódź

### Mistrzostwa Klasy A Poleskiego OZPN
- mistrz: WKS 82 pp Brześć

| Poz. | Drużyna           | M  | Z    | R    | P    | Bramki | Punkty |
| ---- | ----------------- | -- | ---- | ---- | ---- | ------ | ------ |
| 1    | WKS 82 PP Brześć  | 8  | b.d. | b.d. | b.d. | b.d.   | b.d.   |
| 2    | ŻKS Brześć        | 8  | b.d. | b.d. | b.d. | b.d.   | b.d.   |
| 3    | WKS 9 BAON Brześć | 10 | b.d. | b.d. | b.d. | b.d.   | b.d.   |
| 4    | Hakoah Pińsk      | 8  | b.d. | b.d. | b.d. | b.d.   | b.d.   |
| 5    | Kresy Brześć      | 8  | b.d. | b.d. | b.d. | b.d.   | b.d.   |

- W trakcie eliminacji do Ligi wycofał się drużyna WKS 82 PP Brześć.
- Miejsce po WKS 9 BAON Brześć zajął WKS 4 DSP Brześć.
- Z klasy B awansował WKS Łączność Brześć.

### Mistrzostwa Klasy A Pomorskiego OZPN
- mistrz: Gryf Toruń

| Poz. | Drużyna               | M  | Z    | R    | P    | Bramki | Punkty |
| ---- | --------------------- | -- | ---- | ---- | ---- | ------ | ------ |
| 1    | Gryf Toruń            | 10 | b.d. | b.d. | b.d. | b.d.   | 16     |
| 2    | Polonia Bydgoszcz     | 10 | b.d. | b.d. | b.d. | b.d.   | 13     |
| 3    | Olimpia Grudziądz     | 10 | b.d. | b.d. | b.d. | b.d.   | 11     |
| 4    | PePeGe Grudziądz      | 10 | b.d. | b.d. | b.d. | b.d.   | 9      |
| 5    | Sokół I Bydgoszcz (b) | 10 | b.d. | b.d. | b.d. | b.d.   | 6      |
| 6    | TKS Toruń             | 10 | b.d. | b.d. | b.d. | b.d.   | 5      |

- Spadek TKS Toruń, z klasy B awansował SKS Starogard Gdański.

### Mistrzostwa Klasy A Poznańskiego OZPN
- mistrz: Legia Poznań

| Poz. | Drużyna               | M  | Z    | R    | P    | Bramki | Punkty |
| ---- | --------------------- | -- | ---- | ---- | ---- | ------ | ------ |
| 1    | Legia Poznań          | 18 | b.d. | b.d. | b.d. | 56-28  | 24     |
| 2    | Stella Gniezno        | 18 | b.d. | b.d. | b.d. | 48-36  | 24     |
| 3    | Warta 1b Poznań       | 18 | b.d. | b.d. | b.d. | 58-24  | 20     |
| 4    | Olimpia Poznań (b)    | 18 | b.d. | b.d. | b.d. | 34-44  | 20     |
| 5    | Ostrovia Ostrów Wlkp. | 18 | b.d. | b.d. | b.d. | 52-42  | 19     |
| 6    | Sokół Leszno          | 18 | b.d. | b.d. | b.d. | 43-42  | 18     |
| 7    | Polonia Leszno (b)    | 18 | b.d. | b.d. | b.d. | 35-46  | 15     |
| 8    | Sparta Poznań         | 18 | b.d. | b.d. | b.d. | 37-43  | 13     |
| 9    | OKS Ostrów            | 18 | b.d. | b.d. | b.d. | 27-50  | 14     |
| 10   | HCP Poznań            | 18 | b.d. | b.d. | b.d. | 40-55  | 12     |

- Z klasy B awansowały drużyny RKS Rawicz, Liga Poznań.

### Mistrzostwa Klasy A Śląskiego OZPN
- mistrz: Naprzód Lipiny

### Mistrzostwa Klasy A Warszawskiego OZPN
- mistrz: Skra Warszawa

### Mistrzostwa Klasy A Wileńskiego OZPN
- mistrz: WKS 1 ppLeg Wilno

### Mistrzostwa Klasy A Wołyńskiego OZPN
- mistrz: Hallerczyk Równe

## Eliminacje o I ligę
O wejście do Ligi walczyło 13 drużyn, podzielonych na 4 grupy. Do finału wchodziły tylko mistrzowie grup.

### Tabela grupy I
|   | Klub          | M | Pkt | Z | R | P | Br+ | Br− | Uwagi |
| 1 | ŁTSG Łódź     | 6 | 10  | 4 | 2 | 0 | 16  | 6   |       |
| 2 | Legia Poznań  | 6 | 8   | 3 | 2 | 1 | 16  | 10  |       |
| 3 | Gryf Toruń    | 6 | 3   | 1 | 1 | 4 | 7   | 12  |       |
| 4 | Skra Warszawa | 6 | 3   | 1 | 1 | 4 | 6   | 17  |       |

Legenda:
|  | Awans do półfinału |

### Wyniki
```
ŁTSG Łódź                      xxx 4-2 2-1 5-0
Legia Poznań                   2-2 xxx 5-2 5-1
Gryf Toruń                     0-2 0-0 xxx*3-0
Skra Warszawa                  1-1 1-2 3-1 xxx
```

```
* Legia - ŁTSG 2-4 według FUJI, 2-2 według Radoń.
* ŁTSG - Legia 2-2 według FUJI, 4-2 według Radoń.
```

### Tabela grupy II
|   | Klub            | M | Pkt | Z | R | P | Br+ | Br− | Uwagi |
| 1 | Naprzód Lipiny  | 4 | 8   | 4 | 0 | 0 | 25  | 6   |       |
| 2 | RKS Radom       | 4 | 4   | 2 | 0 | 2 | 10  | 19  |       |
| 3 | Podgórze Kraków | 4 | 0   | 0 | 0 | 4 | 5   | 15  |       |

Legenda:
|  | Awans do półfinału |

### Wyniki
```
Naprzód Lipiny                 xxx 13-2*3-0
RKS Radom                      2-3 xxx 1-0
Podgórze Kraków                2-6 3-5 xxx
```

### Tabela grupy III
|   | Klub              | M | Pkt | Z | R | P | Br+ | Br− | Uwagi |
| 1 | WKS 82 pp Brześć  | 4 | 6   | 3 | 0 | 1 | 13  | 7   |       |
| 2 | WKS 1 ppLeg Wilno | 4 | 6   | 3 | 0 | 1 | 14  | 6   |       |
| 3 | WKS 76 pp Grodno  | 4 | 0   | 0 | 0 | 4 | 4   | 18  |       |

Legenda:
|  | Awans do półfinału |

### Wyniki
```
82 p.p. Brześć                 xxx 5-1 3-2
1 p.p. leg. Wilno              2-1 xxx 2-0
76 p.p. Grodno                 2-4 0-9 xxx
```

```
* 76 p.p. - 82 p.p. 4-2 według FUJI, 2-4 według Radoń.
* 1 p.p. leg. - 82 p.p. 1-2 według FUJI, 2-1 według Radoń.
* 82 p.p. - 1 p.p. leg. 1-5 według FUJI, 5-1 według Radoń.
* 76 p.p. - 1 p.p. leg. 0-2 według FUJI, 0-9 według Radoń.
* 1 p.p. leg. - 76 p.p. 9-0 według FUJI, 2-0 według Radoń.
```

```
* Mecz play-off w Białymstoku: 82 p.p. Brześć - 1 p.p. leg. Wilno 1-0
```

### Tabela grupy IV
|   | Klub               | M | Pkt | Z | R | P | Br+ | Br− | Uwagi |
| 1 | WKS 22 pp Siedlce  | 4 | 6   | 3 | 0 | 1 | 22  | 5   |       |
| 2 | Rewera Stanisławów | 4 | 6   | 3 | 0 | 1 | 12  | 8   |       |
| 3 | Hallerczyk Równe   | 4 | 0   | 0 | 0 | 4 | 3   | 24  |       |

Legenda:
|  | Awans do półfinału |

### Wyniki
```
22 p.p. Siedlce                xxx 6-1 8-0
Rewera Stanisławów             2-1 xxx 5-0
WKS Hallerczyk Równe           2-7 1-4 xxx
```

- Mecz play-off w Przemyślu: 22 p.p. Siedlce - Rewera Stanisławów 3-0

## Półfinały
Naprzód Lipiny – ŁTSG Łódź 5-2, 1-4, 4-2. Ostatni mecz w Częstochowie.

WKS 22 pp Siedlce – WKS 82 pp Brześć 4-1, 3-1 (według FUJI 3-1, 4-1)

## Finał
WKS 22 pp Siedlce – Naprzód Lipiny 4-3, 2-1
WKS 22 pp Siedlce zdobył prawo do gry w I lidze w 1932.